# Raionul Staraia Russa
Raionul Staraia Russa este un raion din regiunea Novgorod, Rusia.